# Kateryna Timokhina
Kateryna Timokhina-Haupt (* 20. Juli 1989) ist eine Schweizer Violinistin und Pädagogin.

## Leben
Als 12-Jährige debütierte sie als Solistin mit dem Staatsorchester Kiew Camerata mit dem Violinkonzert in E-Dur von J. S. Bach. Seither folgten weitere Auftritte als Solistin, unter anderem mit der Philharmonie Kiew, dem Plovdiv Symphonie Orchester (BU), den ZHdK-Strings, dem Barockorchester „i baroccoli“, der Harmonie Zürich Wollishofen und der Orchestergesellschaft Zürich.
Sie gewann 2002 den Akademischen Preis KDAM für das zeitgenössische Stück in Kiew, 2007 Preise bei den Wettbewerben „Neue Namen der Ukraine“ und „Ukrainische Jugend in Europa“ sowie 2011 beim Jugendmusikwettbewerb in Bischofszell. Zusätzlich erlangte sie Stipendienpreise beim „Nicati de Luze“-Wettbewerb 2010 in Lausanne und der Pierino Ambrosoli Foundation. Im Jahr 2011 wurde sie als Stipendiatin der „Yehudi Menuhin Live Music Now“-Organisation aufgenommen, was ihr  Konzerte in der Schweiz ermöglichte. Sie studierte in der Schweiz (MA Konzert- und Solistendiplom) bei Rudolf Koelman und in Österreich (Graz) bei Yair Kless. Sie besuchte Meisterkurse bei Igor Ozim, Eduard Grach, Shmuel Ashkenazy, Mauricio Fuks, Giuliano Carmignola und Ida Haendel.

## Diskografie
- 2017: „Inspired“ Works for Violin and Piano (zusammen mit der russischen Pianistin Anna Artemenko)[1]
- 2018: Musikalisches Märchen – „Legende der Prinzessin Alronk“. (Komponist: S. T. Goodman, Erzähler: Patrick Weber, Musik: Duo Alronk)